# Danvers State Hospital
L'hôpital psychiatrique de Danvers, au Massachusetts, est un bâtiment Kirkbride construit de 1874 à 1878 selon les principes du docteur Thomas Kirkbride. Sa construction, principalement financée par l'État américain, coïncide avec un renouveau des méthodes thérapeutiques de traitement des troubles psychiatriques. Son atmosphère sombre et le site chargé d'histoires ont inspiré le cadre du film d'épouvante Session 9. On trouve sur la côte est des États-Unis de nombreux hôpitaux de ce type, dont beaucoup sont abandonnés ou en cours de réhabilitation. Il est détruit pendant les années 2000.

## Galerie

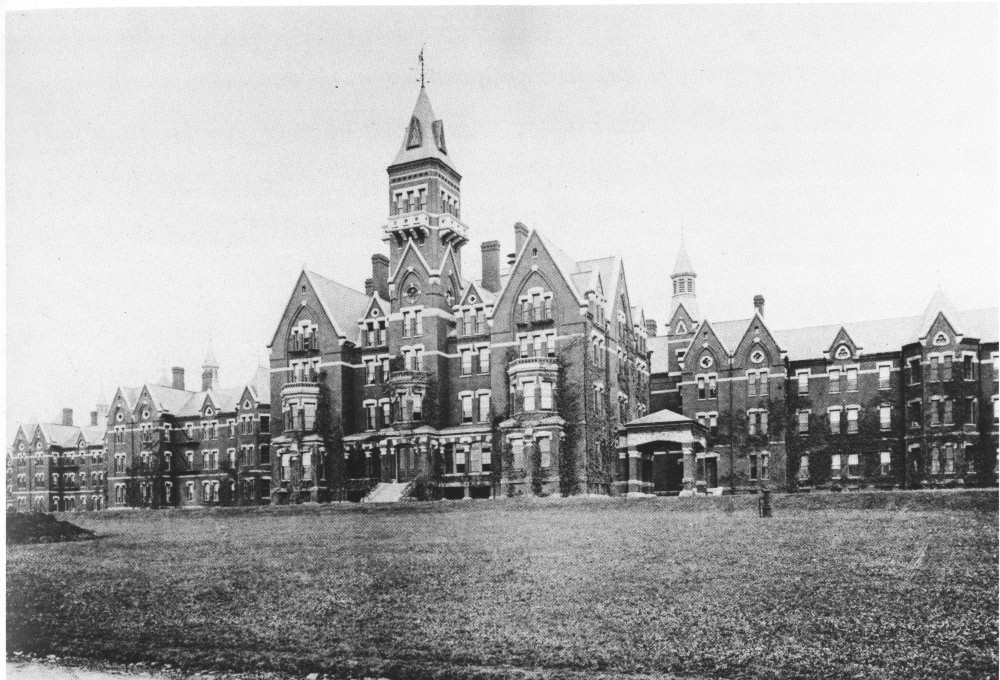
L'hôpital vers 1893.
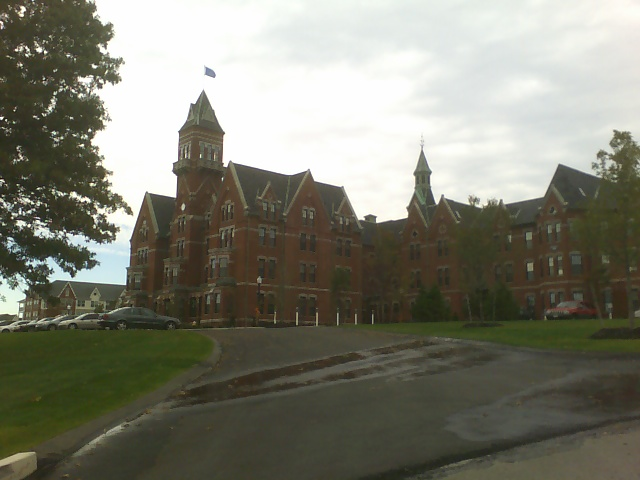
L'hôpital en 2007.
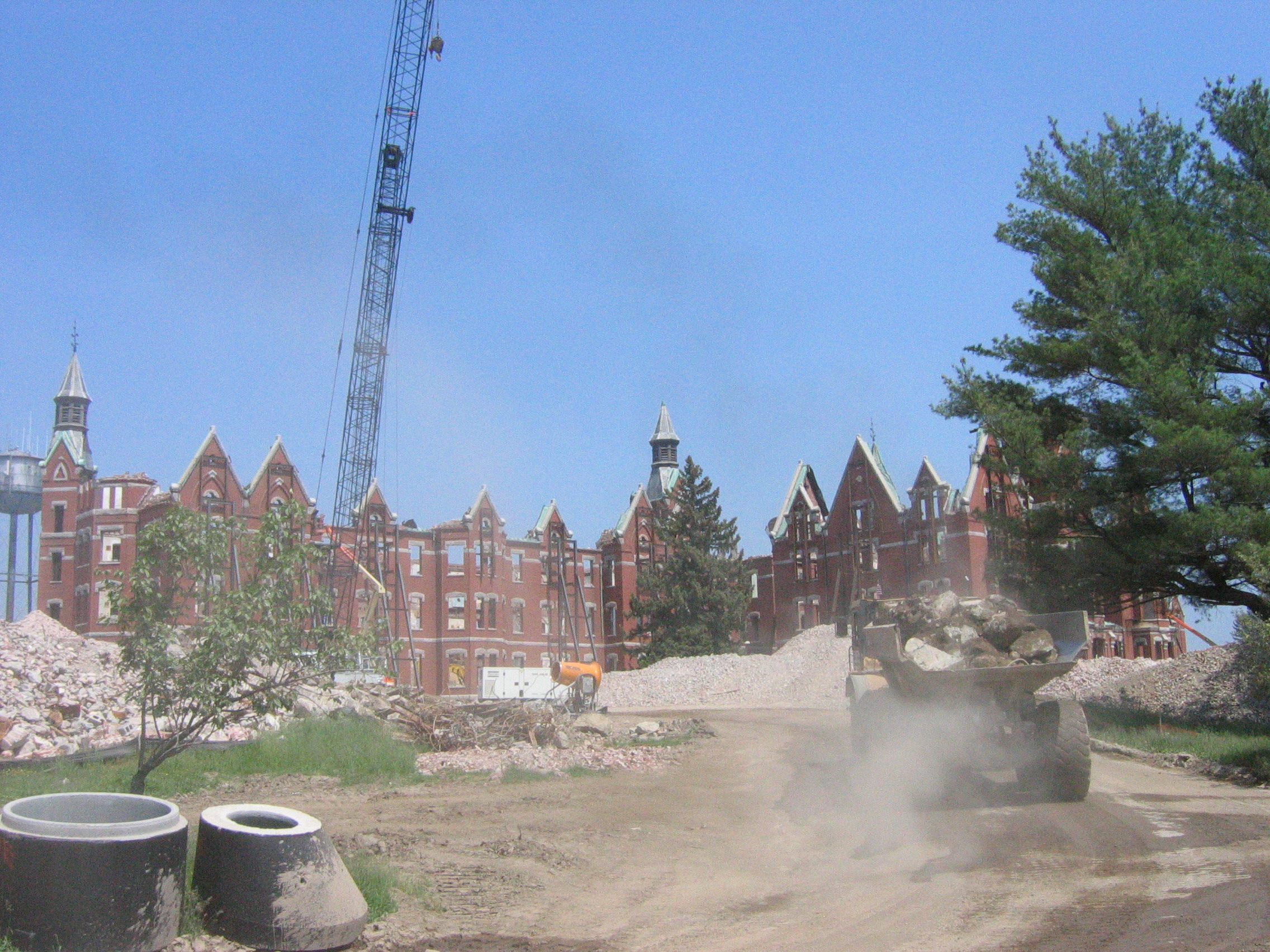
Destruction.
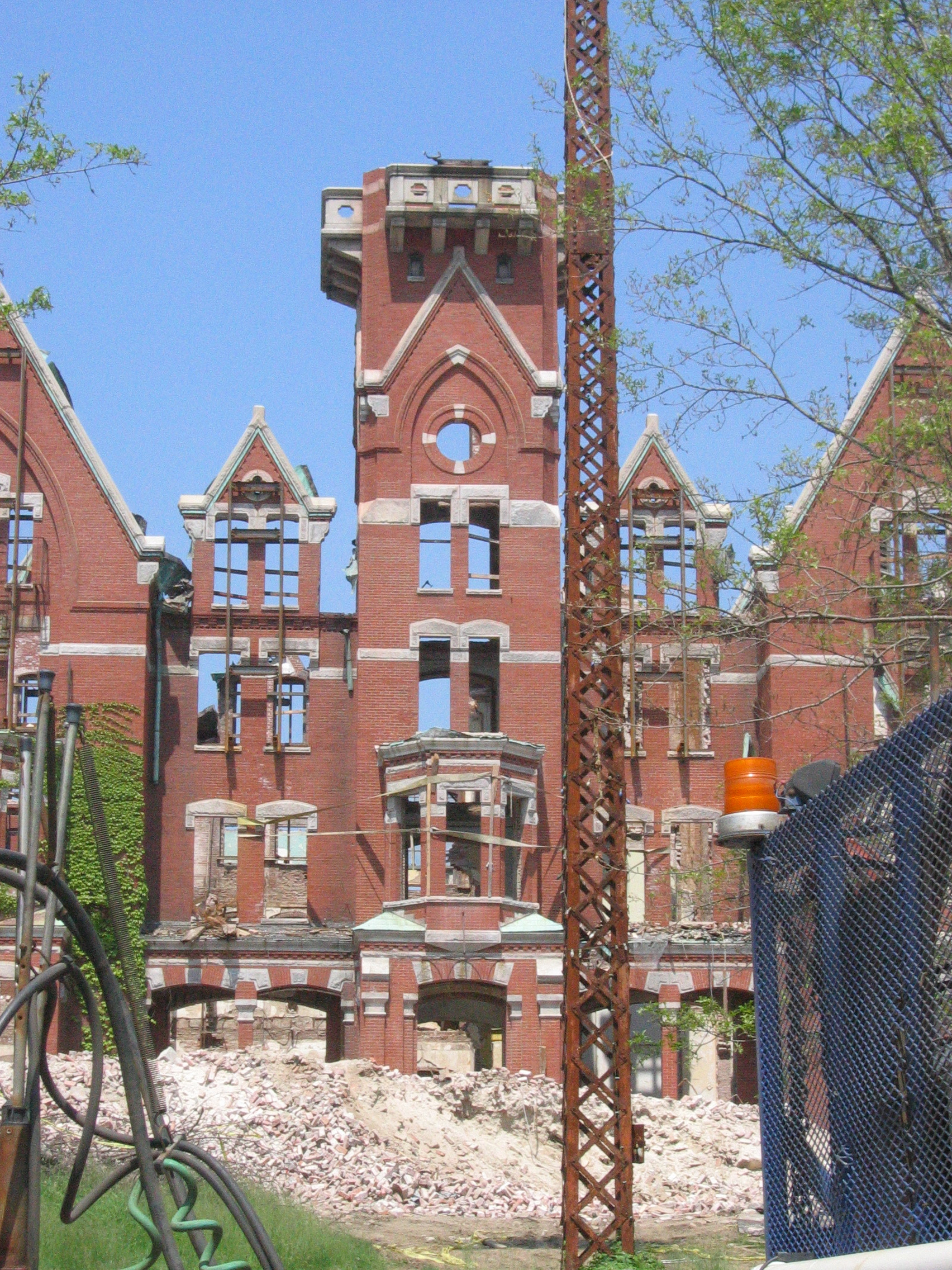
Destruction.